# Новоегорьевское шоссе

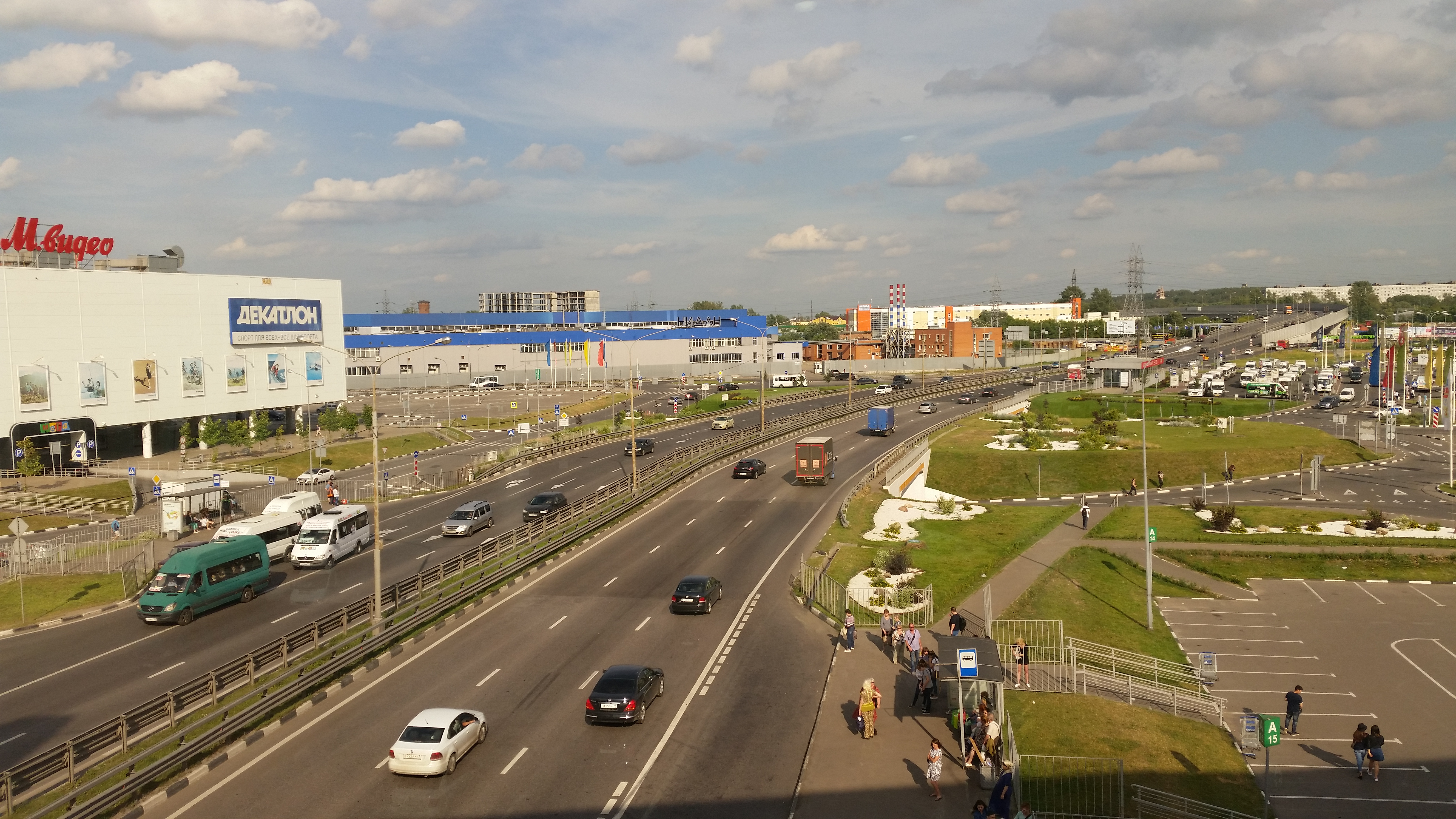
Новоегорьевское шоссе. Вид в сторону Новорязанского шоссе из надземного перехода между корпусами торгового центра «Мега Белая Дача».

Новоего́рьевское шоссе́ — трасса в городе Котельники Московской области

## История

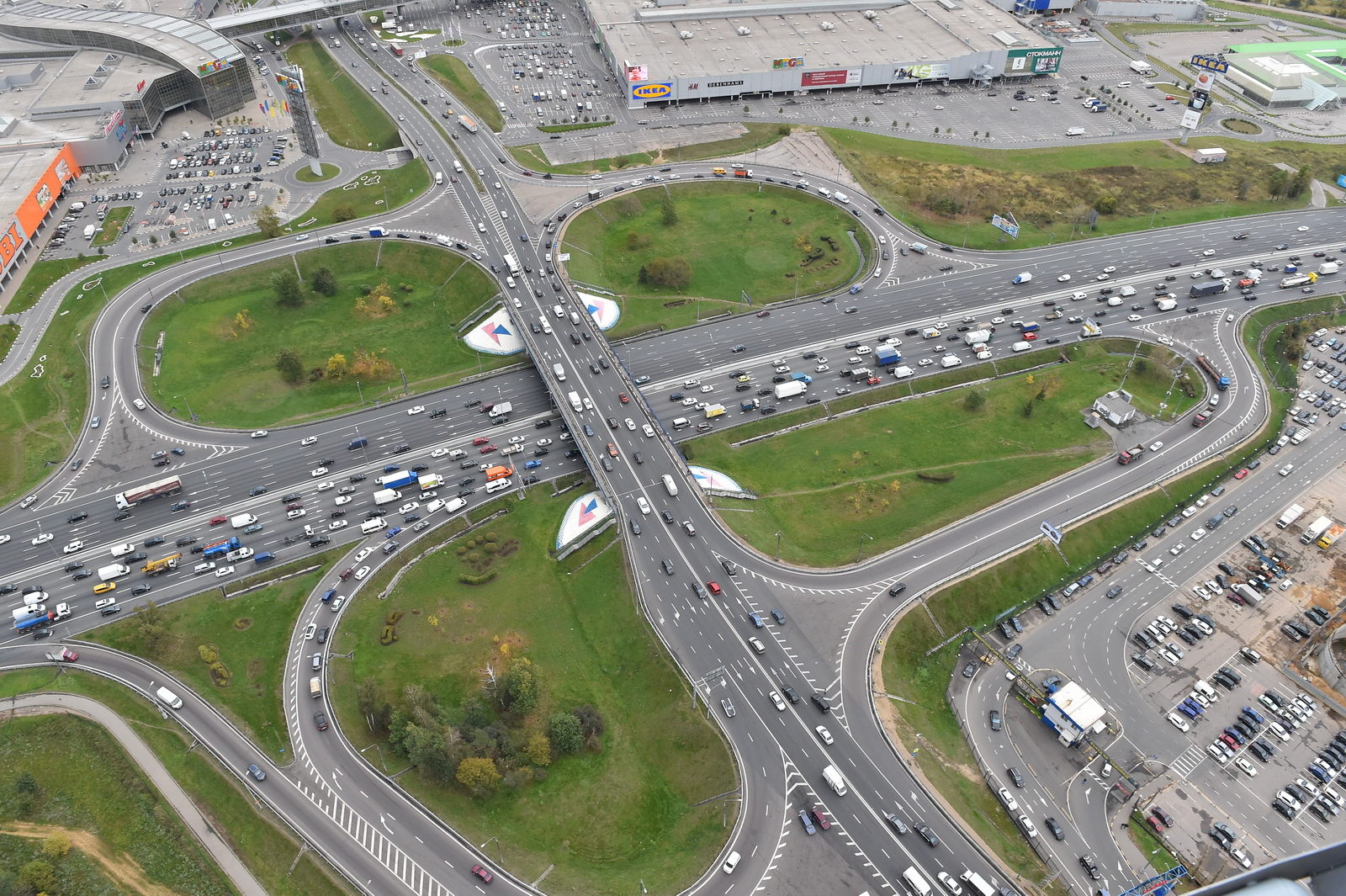
Развязка МКАД с улицей Верхние Поля и Новоегорьевским шоссе.

В 2000-х годах Котельники получили мощный импульс развития благодаря строительству торгового комплекса «Мега — Белая Дача». Вместе с комплексом была построена дорога — подъезд к комплексу, а также и дополнительный въезд и выезд для города Котельники, имеющий развязку со МКАД и улицей Верхние Поля, пересечение с Дзержинским шоссе через крупный светофорный узел. Дорогу назвали Новоегорьевским шоссе.
В планах правительства области — соединить это шоссе с Новорязанским, разгрузив Дзержинское шоссе, светофорный узел Новорязанского шоссе с Дзержинским шоссе и улицей Смирновской в городе Люберцы. В дальнейшем шоссе примкнет к Егорьевскому путём строительства развязок на пересечении с Новорязанском шоссе и с Октябрьским проспектом города Люберцы.